# ジョージ・スペンサー＝チャーチル (第6代マールバラ公)
第6代マールバラ公爵ジョージ・スペンサー＝チャーチル（英: George Spencer-Churchill, 6th Duke of Marlborough, DCL、1793年12月27日 - 1857年7月1日）は、イギリスの貴族、政治家。
1817年まではサンダーランド伯爵（Earl of Sunderland）、1817年から1840年まではブランドフォード侯爵（Marquess of Blandford）の儀礼称号を使用した

## 経歴
1793年、ブランドフォード侯爵ジョージ・スペンサー＝チャーチル（後の第5代マールバラ公爵）とその妻スーザン・ステュアート（第7代ギャロウェイ伯爵の娘）の間の長男として誕生。マールバラ公爵家の嫡孫として生誕時よりサンダーランド伯爵の儀礼称号を有していた。
イートン校を経てオックスフォード大学クライスト・チャーチに入学する。イートン校時代には鞭打ちを好む厳格な校長ジョン・キートに対する学生たちの反乱を主導したという。
1817年に父がマールバラ公爵位を継承したのに伴い、マールバラ公爵家の法定推定相続人の儀礼称号ブランドフォード侯爵を継承する。ちょうどこの頃からスーザン・アデレイド・ロウという女性と「ロウソン大尉夫妻」という偽名で同棲生活を送るようになり、ついには偽装結婚式まで挙げるに至った。しかし1819年には母方の第8代ギャロウェイ伯爵の娘ジェーンと正式に結婚した。新聞はこれをブランドフォード侯爵の重婚容疑として報じた。裁判では重婚とは認定されず、慰謝料を出すことで解決したが、この騒ぎでマールバラ公爵家の家名に傷が付いた。
1818年から1820年にかけてはチッパンハム選挙区から選出されてトーリー党（後の保守党）の庶民院議員を務めた。1826年から1835年、および1838年から1840年にかけてはウッドストック選挙区から選出される。
1840年3月5日に父の死によりマールバラ公爵位を継承し、貴族院議員に列する。彼も彼の父も浪費癖が酷かったため、彼が当主をしていた時期にはマールバラ公爵家の家計はかなり逼迫していた。家計の立て直しを図ろうとしたものの、余り功を奏せず、死去時にはひどい家計状態だった。それを隠すために書類を全て焼き払っている。
1857年に死去し、マールバラ公爵位は長男のジョン・スペンサー＝チャーチルが継承した。自分の葬儀に100ポンド以上使わないよう遺言していたという。

## 人物
スポーツマンであり、とりわけ釣り・射撃・ヨットを好んだ。

## 栄典

### 爵位
- 1840年、第6代マールバラ公爵（1702年創設イングランド貴族爵位）[1]
- 1840年、第6代ブランドフォード侯爵（1702年創設イングランド貴族爵位）[1]
- 1840年、第8代サンダーランド伯爵（1643年創設イングランド貴族爵位）[1]
- 1840年、第6代マールバラ伯爵（1689年創設イングランド貴族爵位）[1]
- 1840年、第10代ウォームレイトンのスペンサー男爵（1603年創設イングランド貴族爵位）[1]
- 1840年、第6代サンドリッジのチャーチル男爵（1685年創設イングランド貴族爵位）[1]

### その他
- 1841年、名誉民事法学博士号（DCL）（オックスフォード大学名誉学位）[1]

## 家族

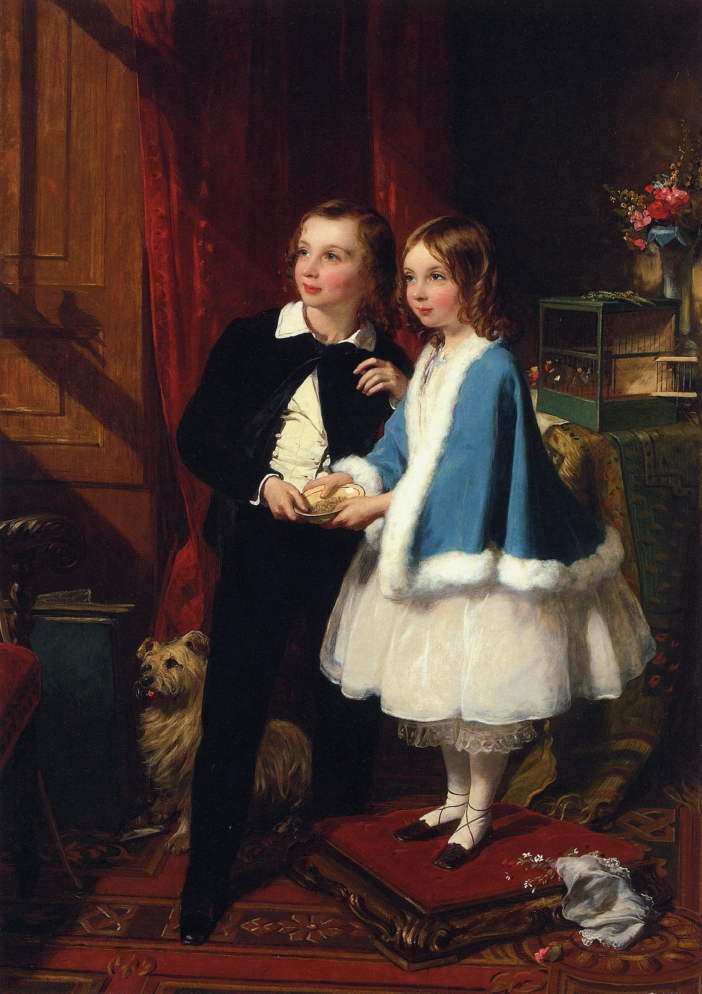
四男アルメリック・アゼルスタン卿と次女クレメンティーナ嬢を描いたジェームズ・セントの絵画

1819年に従妹にあたるジェーン・ステュアート（叔父第8代ギャロウェイ伯爵の娘）と結婚し、彼女との間に以下の4子を儲けた。
- 第1子（長女）ルイーザ嬢（Lady Louisa, 1820年 - 1882年）
- 第2子（長男）第7代マールバラ公爵ジョン（1822年 - 1883年）
- 第3子（次男）アルフレッド卿（Lord Alfred, 1824年 - 1893年）
- 第4子 （三男）アラン卿（Lord Alan, 1825年 - 1873年）

最初の妻との死別後の1846年にシャーロット・オーガスタ・フラワー（第4代アシュブルック子爵の娘）と再婚した。彼女との間に以下の2子を儲けた。
- 第5子（四男）アルメリック・アゼルスタン卿（Lord Almeric Athelstan, 1847年 - 1856年）
- 第6子（次女）クレメンティーナ・オーガスタ嬢（Lady Clementina Augusta, 1848年 - 1886年）：第3代キャムデン侯爵（英語版）と結婚

2番目の妻とも死別し、1851年に自身と最初の妻の従妹にあたるジェーン・フランシス・クリントン・ステュアート（叔父エドワード・リチャード・ステュアートの娘）と再婚し、以下の1子を儲けた。
- 第7子（五男）エドワード卿（Lord Edward, 1853年 - 1911年）